# Appellationsgericht Naumburg
Das Appellationsgericht Naumburg war zwischen 1849 und 1879 ein preußisches Appellationsgericht mit Sitz in Naumburg (Saale).

## Geschichte
Die „Verordnung über die Aufhebung der Privatgerichtsbarkeit und des eximierten Gerichtsstandes sowie über die anderweitige Organisation der Gerichte“ vom 2. Januar 1849 hob dann auch die Patrimonialgerichtsbarkeit auf. Gleichzeitig wurde das Appellationsgericht Naumburg geschaffen. Dem Appellationsgericht Naumburg waren die Kreisgerichte nachgelagert, die grundsätzlich je Landkreis eingerichtet wurden. Dem Appellationsgericht Naumburg war das Oberappellationsgericht Berlin übergeordnet.
Mit den Reichsjustizgesetzen wurden die Gerichte im Deutschen Reich vereinheitlicht. Das Appellationsgericht Naumburg wurde 1879 aufgehoben. Neu eingerichtet wurde nun das Landgericht Halle im Bezirk des Oberlandesgerichtes Naumburg.

## Sprengel
Der Sprengel des Appellationsgerichtes Naumburg umfasste den Regierungsbezirk Merseburg ohne einen Teil des Mansfelder Gebirgskreises und die Kreise Erfurt, Langensalza, Schleusingen, Weißensee und Ziegenrück aus dem Regierungsbezirk Erfurt. Es bestanden dort 16 (später 15) Kreisgerichte in vier Schwurgerichtsbezirken.
| Kreisgericht              | Sitz         | Schwurgerichtsbezirk | Gerichtskommissionen                                                                                   |
| ------------------------- | ------------ | -------------------- | --- |
| Kreisgericht Delitzsch    | Delitzsch    | Halle                | Gerichtskommissionen in Bitterfeld, Zörbig                                                             |
| Kreisgericht Eilenburg    | Eilenburg    | Torgau               | Gerichtskommission in Düben                                                                            |
| Kreisgericht Eisleben     | Eisleben     | Halle                | Gerichtskommissionen in Alsleben, Gerbstedt, Hettstedt                                                 |
| Kreisgericht Erfurt       | Erfurt       | Erfurt               | Gerichtskommissionen in Gefell, Ranis, Sömmerda, Weißensee und Ziegenrück                              |
| Kreisgericht Halle/Saale  | Halle/Saale  | Halle                | Gerichtskommissionen in Cönnern, Löbejün, Wettin                                                       |
| Kreisgericht Langensalza  | Langensalza  | Erfurt               | Gerichtskommission in Tennstedt                                                                        |
| Kreisgericht Liebenwerda  | Liebenwerda  | Torgau               | Gerichtskommissionen in Elsterwerda, Herzberg, Mühlberg, Schlieben                                     |
| Kreisgericht Merseburg    | Merseburg    | Naumburg             | Gerichtskommissionen in Lauchstädt, Lützen, Schkeuditz                                                 |
| Kreisgericht Naumburg     | Naumburg     | Naumburg             | Gerichtskommissionen in Cölleda, Eckartsberga, Freiburg, Heldrungen, Osterfeld, Weißenfels und Wiehe   |
| Kreisgericht Querfurt     | Querfurt     | Naumburg             | Gerichtskommissionen in Mücheln, Nebra                                                                 |
| Kreisgericht Sangerhausen | Sangerhausen | Halle                | Gerichtskommissionen in Artern, Heringen, Kelbra, Roßla, Stolberg und Wippra                           |
| Kreisgericht Suhl         | Suhl         | Erfurt               | Gerichtskommission in Schleusingen                                                                     |
| Kreisgericht Torgau       | Torgau       | Torgau               | Gerichtskommissionen in Belgern, Dommitzsch, Prettin, Schildau                                         |
| Kreisgericht Weißenfels   | Weißenfels   | Naumburg             | Gerichtskommission in Hohenmölsen                                                                      |
| Kreisgericht Wittenberg   | Wittenberg   | Torgau               | Gerichtskommissionen in Gräfenhainichen, Jessen, Kemberg, Pretzsch, Schmiedeberg, Schweinitz und Seyda |
| Kreisgericht Zeitz        | Zeitz        | Naumburg             | Gerichtskommission in Hohenmölsen                                                                      |

Das Kreisgericht Weißenfels wurde Anfang der 1850er Jahre in eine Gerichtskommission des Kreisgerichts Naumburg umgewandelt, dessen Gerichtskommission in Hohenmölsen kam zum Kreisgericht Zeitz.

## Richter
- Gustav Wilhelm Kisker (Präsident ab 1849)
- Karl Gustav Knauf (Appellationsgerichtsrat ab 1851)[2]
- Julius Wilhelm Breithaupt (1874–1879 Appellationsgerichtspräsident)[2]
- Gustav Bödcher
- Carl Gustav Knauff (1851–1881 Appellationsgerichtsrat)[2]